# 棕頭蜘蛛猴
棕頭蜘蛛猴（學名：Ateles fusciceps），是蜘蛛猴科的一種，屬於新世界猴，分佈在中美洲和南美洲，目前已經極度瀕危。
頭軀幹長約39-59公分。

## 亚种
- 棕頭蜘蛛猴指名亚种（学名：Ateles fusciceps fusciceps），Gray于1866年命名，分布于厄瓜多尔。[1]
- ，Gray于1866年命名， 分布于哥伦比亚西南和巴拿马东部。[1]